# Saint-François-de-Sales
Saint-François-de-Sales là một xã thuộc tỉnh Savoie trong vùng Auvergne-Rhône-Alpes ở đông nam nước Pháp.